# イソリキリチゲニン 2'-O-メチルトランスフェラーゼ
イソリキリチゲニン 2'-O-メチルトランスフェラーゼ（Isoliquiritigenin 2'-O-methyltransferase、EC 2.1.1.154）は、以下の化学反応を触媒する酵素である。
S-アデノシル-L-メチオニン + イソリキリチゲニン{\displaystyle \rightleftharpoons }S-アデノシル-L-ホモシステイン + 2'-O-メチルイソリキリチゲニン
したがって、この酵素の2つの基質はS-アデノシル-L-メチオニンとイソリキリチゲニン、2つの生成物はS-アデノシル-L-ホモシステインと2'-O-メチルイソリキリチゲニンである。
この酵素は、転移酵素、特に1炭素基を転移させるメチルトランスフェラーゼのファミリーに属する。系統名は、S-アデノシル-L-メチオニン:イソリキリチゲニン 2'-O-メチルトランスフェラーゼである。